# Kenneth Myers
Kenneth Myers –conocido como Ken Myers– (26 de agosto de 1896-22 de septiembre de 1972) fue un deportista estadounidense que compitió en remo.
Participó en tres Juegos Olímpicos de Verano entre los años 1920 y 1932, obteniendo tres medallas: plata en Amberes 1920, plata en Ámsterdam 1928 y oro en Los Ángeles 1932.

## Palmarés internacional
| Juegos Olímpicos | Juegos Olímpicos             | Juegos Olímpicos | Juegos Olímpicos   |
| Año              | Lugar                        | Medalla          | Prueba             |
| ---------------- | ---------------------------- | ---------------- | ------------------ |
| 1920             | Amberes (Bélgica)            | Medalla de plata | Cuatro con timonel |
| 1928             | Ámsterdam (Países Bajos)     | Medalla de plata | Scull individual   |
| 1932             | Los Ángeles (Estados Unidos) | Medalla de oro   | Doble scull        |